# La Blouse rouge
La Blouse rouge est un tableau réalisé par le peintre français Henri Matisse en 1936. Cette huile sur toile est un double portrait qui représente une femme vêtue d'un haut rouge assise dans un fauteuil devant un miroir où se reflète le visage d'un homme portant des lunettes. Le modèle féminin est Lydia Délectorskaya, et l'on reconnaît dans la figure masculine un autoportrait de l'artiste. L'œuvre est aujourd'hui conservée au musée d'Art McNay, à San Antonio, au Texas, dans le Sud des États-Unis.